# はこね (列車)
はこねは、小田急電鉄・小田急箱根が新宿駅 - 箱根湯本駅間を小田急小田原線・小田急箱根鉄道線経由で運転している特急列車（ロマンスカー）の愛称。
本項では、小田原線を運行する「スーパーはこね」・「さがみ」及び東京地下鉄（東京メトロ）千代田線内に乗り入れる「メトロはこね」についても述べる。

## 運行概況
基本的には新宿駅 - 小田原駅・箱根湯本駅間の運行で、小田原線内で完結する列車を「さがみ」、箱根湯本駅まで運行する列車を「はこね」「スーパーはこね」の名称としており、地下鉄線内に乗り入れる列車は「メトロはこね」となる。運行時間は、名称が上り方面のみ「モーニングウェイ」となる朝9時30分以前と、下り方面のみ「ホームウェイ」となる夕方17時以降（いずれも新宿駅発着基準）を除く全時間帯で、他の名称のロマンスカーも含めて概ね1時間に3本運行される。なお、2012年までは年間30日程度「ベイリゾート」が本厚木駅 - 新木場駅間に1往復設定されていて、同列車の運転日は「メトロさがみ」「メトロホームウェイ」がそれぞれ1本ずつ運休となっていた。
なお、「スーパーはこね」以外の列車は、名称が同じでも停車駅は一定でない。1995年までは名称により停車駅が定まっていたが、箱根への観光輸送から小田原線内の地域輸送・通勤輸送へとシフトしたため停車駅の組み合わせが増やされた。但し、停車駅は概ねパターン化されており、2019年3月現在「はこね」は、町田駅・海老名駅または本厚木駅・小田原駅停車が大半である。また「さがみ」は「はこね」の補完的な役割を果たすため、新百合ヶ丘駅・相模大野駅・本厚木駅・秦野駅停車が主である。なお、停車駅同士が近距離の場合、町田駅に停車する列車は相模大野駅を通過、海老名駅に停車する列車は本厚木駅を通過するのが主である（逆・例外もあり）。

## 停車駅
2025年3月15日～
| 会社名          | 会社名         | 東京地下鉄 | 東京地下鉄 | 東京地下鉄 | 東京地下鉄 | 小田急電鉄 | 小田急電鉄   | 小田急電鉄   | 小田急電鉄 | 小田急電鉄 | 小田急電鉄 | 小田急電鉄 | 小田急電鉄 | 小田急電鉄                     | 小田急電鉄 | ※        | ※          | 備考                                             |
| 路線名          | 路線名         | 千代田線   | 千代田線   | 千代田線   | 千代田線   | 小田原線   | 小田原線     | 小田原線     | 小田原線   | 小田原線   | 小田原線   | 小田原線   | 小田原線   | 小田原線                       | 小田原線   | ※        | ※          | 備考                                             |
| 駅名 ＼ 列車名  | 駅名 ＼ 列車名 | 北千住駅   | 大手町駅   | 霞ケ関駅   | 表参道駅   | 新宿駅     | 成城学園前駅 | 新百合ヶ丘駅 | 町田駅     | 相模大野駅 | 海老名駅   | 本厚木駅   | 伊勢原駅   | 秦野駅                         | 小田原駅   | 小田原駅 | 箱根湯本駅 | 備考                                             |
| --------------- | -------------- | ---------- | ---------- | ---------- | ---------- | ---------- | ------------ | ------------ | ---------- | ---------- | ---------- | ---------- | ---------- | ------------------------------ | ---------- | -------- | ---------- | ------------------------------------------------ |
| スーパー はこね | 1号～          |            |            |            |            | ●          | →            | →            | →          | →          | →          | →          | →          | →                              | ●          | ●        | ●          | 土休日下り2本のみ                                |
| はこね          | 1号～          | ●          | ―          | ―          | ●          | ―          | ●            | ―            | ●          | ―          | ●          | ●          | ●          |                                |            |          |            |                                                  |
| はこね          | 1号～          | ●          | ―          | ―          | ●          | ―          | ―            | ●            | ―          | ●          | ●          | ●          | ●          |                                |            |          |            |                                                  |
| はこね          | 1号～          | ●          | ―          | ●          | ―          | ◎          | ―            | ●            | ―          | ●          | ●          | ●          | ●          | 土休日のえのしま併結便は30号～ |            |          |            |                                                  |
| はこね          | 21号～         | ●          | ―          | ―          | ●          | ―          | ●            | ●            | ―          | ●          | ●          | ●          | ●          | 平日のみ、上りは30号～         |            |          |            |                                                  |
| はこね          | 40号～         | ●          | ―          | ●          | ―          | ●          | ―            | ●            | ●          | ●          | ●          | ●          | ●          | 平日1往復のみ                  |            |          |            |                                                  |
| はこね          | 70号～         | ●          | ―          | ●          | ●          | ―          | ●            | ●            | ●          | ●          | ●          | ●          | ●          | 平日下り、土休日上りのみ       |            |          |            |                                                  |
| さがみ          | 10号～         | ●          | ―          | ●          | ―          | ●          | ―            | ●            | ●          | ●          | ●          | ●          |            | 平日上り、土休日下り各1本のみ  |            |          |            |                                                  |
| さがみ          | 50号～         | ●          | ―          | ●          | ―          | ●          | ―            | ●            | ―          | ●          | ●          | ●          |            |                                |            |          |            |                                                  |
| さがみ          | 50号～         | ●          | ―          | ―          | ●          | ―          | ―            | ●            | ―          | 〇         | 〇         | 〇         |            |                                |            |          |            |                                                  |
| さがみ          | 50号～         | ●          | ←          | ←          | ●          | ←          | ●            | ←            | 〇         | ←          | 〇         | 〇         |            | 上りのみ                       |            |          |            |                                                  |
| さがみ          | 90号～         | ●          | ―          | ●          | ●          | ―          | ●            | ●            | ●          | ●          | ●          | ●          |            |                                |            |          |            |                                                  |
| メトロ はこね   | 20号～         | ●          | ●          | ●          | ●          | ＝         | ●            | ―            | ●          | ―          | ―          | ●          | ●          | ―                              | ●          | ●        | ●          | 平日の20号に限り代々木上原～経堂間は緩行線を走行 |
| メトロ はこね   | 90号～         | ●          | ●          | ●          | ●          | ＝         | ●            | ―            | ―          | △          | ―          | ―          | ●          | ―                              | ●          | ●        | ●          | 土休日のみ                                       |

2022年3月12日～2025年3月14日
| 会社名          | 会社名         | 東京地下鉄 | 東京地下鉄 | 東京地下鉄 | 東京地下鉄 | 小田急電鉄 | 小田急電鉄   | 小田急電鉄   | 小田急電鉄 | 小田急電鉄 | 小田急電鉄 | 小田急電鉄 | 小田急電鉄 | 小田急電鉄                                 | 小田急電鉄 | ※        | ※          | 備考           |
| 路線名          | 路線名         | 千代田線   | 千代田線   | 千代田線   | 千代田線   | 小田原線   | 小田原線     | 小田原線     | 小田原線   | 小田原線   | 小田原線   | 小田原線   | 小田原線   | 小田原線                                   | 小田原線   | ※        | ※          | 備考           |
| 駅名 ＼ 列車名  | 駅名 ＼ 列車名 | 北千住駅   | 大手町駅   | 霞ケ関駅   | 表参道駅   | 新宿駅     | 成城学園前駅 | 新百合ヶ丘駅 | 町田駅     | 相模大野駅 | 海老名駅   | 本厚木駅   | 伊勢原駅   | 秦野駅                                     | 小田原駅   | 小田原駅 | 箱根湯本駅 | 備考           |
| --------------- | -------------- | ---------- | ---------- | ---------- | ---------- | ---------- | ------------ | ------------ | ---------- | ---------- | ---------- | ---------- | ---------- | ------------------------------------------ | ---------- | -------- | ---------- | -------------- |
| スーパー はこね | 1号～          |            |            |            |            | ●          | →            | →            | →          | →          | →          | →          | →          | →                                          | ●          | ●        | ●          | 土休日下りのみ |
| はこね          | 1号～          | ●          | ―          | ―          | ●          | ―          | ●            | ―            | ―          | 〇         | ●          | ●          | ●          |                                            |            |          |            |                |
| はこね          | 1号～          | ●          | ←          | ←          | ●          | ←          | ←            | ●            | ←          | ←          | ●          | ●          | ●          | 上りのみ                                   |            |          |            |                |
| はこね          | 1号～          | ●          | ―          | ●          | ―          | ◎          | ―            | ●            | ―          | ●          | ●          | ●          | ●          | 土休日のえのしま併結便は20号～             |            |          |            |                |
| はこね          | 50号～         | ●          | ―          | 〇         | ●          | ―          | ●            | ―            | ●          | 〇         | ●          | ●          | ●          | 新百合ヶ丘駅および秦野駅は平日下りのみ停車 |            |          |            |                |
| はこね          | 70号～         | ●          | ―          | ―          | ●          | ―          | ●            | ●            | ―          | 〇         | ●          | ●          | ●          | 平日は秦野駅停車、土休日は秦野駅通過       |            |          |            |                |
| さがみ          | 60号～         | ●          | ―          | ●          | ●          | ―          | ―            | ●            | ●          | ●          | ●          | ●          |            |                                            |            |          |            |                |
| さがみ          | 70号～         | ●          | ―          | ●          | ―          | ●          | ―            | ●            | ―          | ●          | ●          | ●          |            |                                            |            |          |            |                |
| さがみ          | 70号～         | ●          | ―          | ―          | ●          | ―          | ―            | ●            | ―          | ―          | 〇         | 〇         |            |                                            |            |          |            |                |
| さがみ          | 70号～         | ●          | ←          | ←          | ●          | ←          | ●            | ←            | ←          | ←          | 〇         | 〇         |            | 上りのみ                                   |            |          |            |                |
| メトロ はこね   | 20号～         | ●          | ●          | ●          | ●          | ＝         | ●            | ―            | ●          | ―          | ―          | ●          | ―          | ―                                          | ●          | ●        | ●          |                |
| メトロ はこね   | 90号～         | ●          | ●          | ●          | ●          | ＝         | ●            | ―            | ―          | △          | ―          | ―          | ―          | ―                                          | ●          | ●        | ●          | 土休日のみ     |

※…小田急箱根鉄道線
凡例
●：停車
○：一部列車が停車
◎：停車（土休日において相模大野駅で一部の列車が「えのしま」と分割・併結）
△：停車（相模大野駅で「メトロえのしま」と分割・併結）
―：通過（矢印はその方向のみ運行）
＝・空欄：経由しない
- 北千住駅を10両で発着する「メトロはこね」と新宿駅を10両で発着するEXE・MSEの「はこね」は、相模大野駅または小田原駅で分割・併結する。
- 千代田線に乗り入れる列車については代々木上原駅に停車するが、運行乗務員交代のための運転停車であり、客扱いは行わない。なおロマンスカーアテンダントは交代せず、小田急レストランシステムの社員が全区間通して乗務する。
- イベント開催などに際し、定期列車が参宮橋駅・開成駅などに臨時停車する場合がある。同様に、臨時列車も運転されることがある。

### 列車番号
列車番号は、百位が途中停車駅のパターン、十位と一位で号数を表している。
百位の法則は以下の通り。起終点駅である新宿、小田原、箱根湯本は除いた。
2025年3月14日まで
- 0：町田、海老名
  - 05Xなら伊勢原にも停車
- 1：町田、本厚木
- 2：町田、海老名、本厚木、（平日 秦野）
- 3：新百合ヶ丘に停車する列車
- 4：メトロはこね
- 7（平日）：町田、海老名、本厚木、秦野
- 7（土休日）：スーパーはこね

2025年3月15日から
- 0：町田、海老名、伊勢原
- 1：町田、本厚木、秦野
- 3：新百合ヶ丘、相模大野、本厚木、秦野
- 4：メトロはこね
- 7：その他

## 過去に設定されていた列車

### ベイリゾート

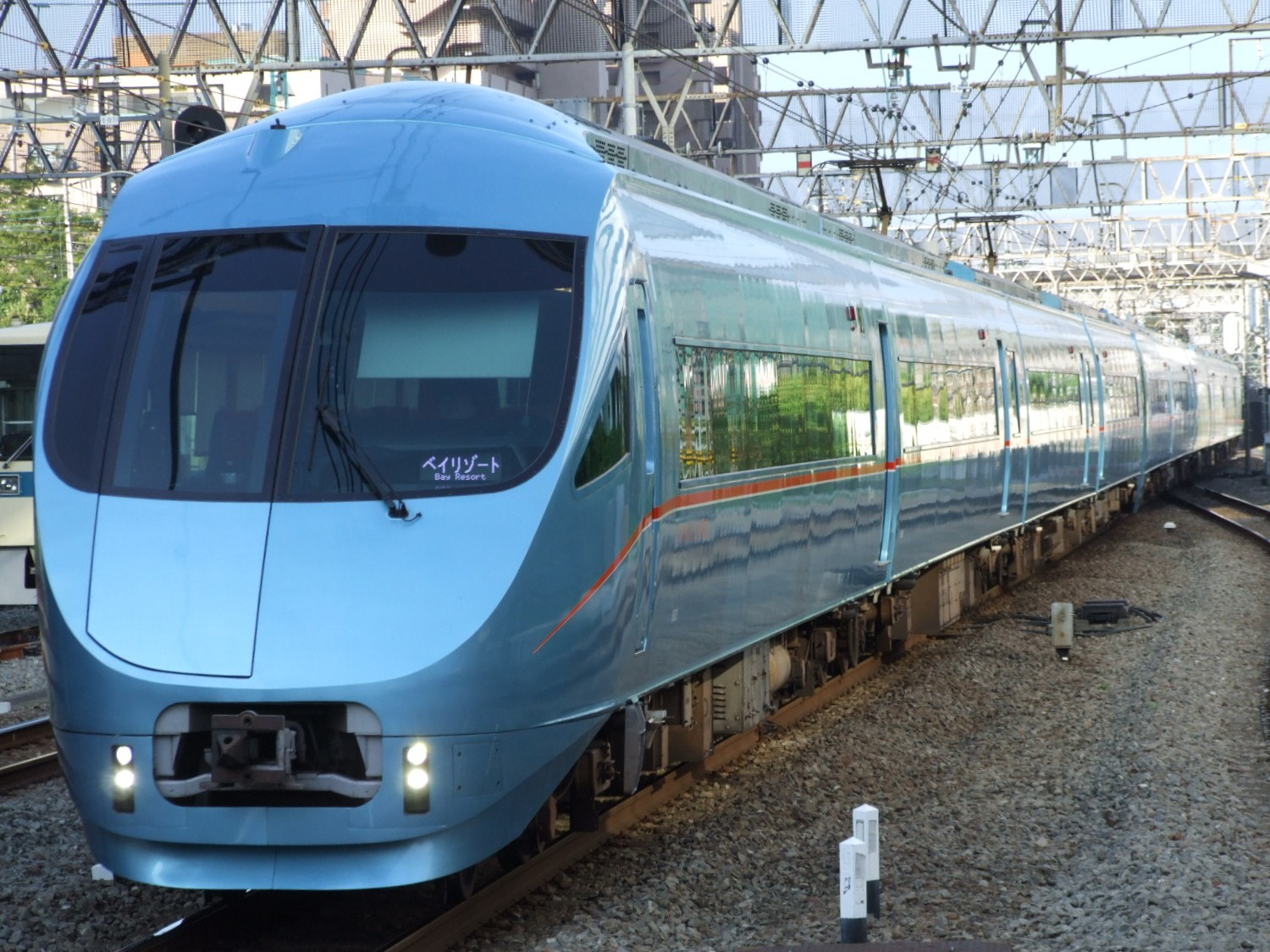
60000形「MSE」で運行される「ベイリゾート」

2008年から2011年まで設定されていた。東京ディズニーリゾート利用者を主なターゲットとした特急であり、小田急線主要駅と東京ディズニーリゾート最寄駅の舞浜駅を有する京葉線との乗換駅である東京メトロ有楽町線新木場駅までを、土曜日など年間30日程度の特定日に、朝 (8:04) 新木場駅着と、夜 (21:00) 新木場駅発の1日1往復、60000形「MSE」にて運行した。有楽町線内は豊洲駅にも停車し、臨海副都心地区への利用客にも配慮した形になっている。
ただし、特急列車ではありながら運行速度は決して速いものではなく、特に東京メトロ線内では、千代田線と有楽町線のこの列車が走行する区間中に待避設備がないことから、前を走る電車を追い抜くことができず、加えて多くの途中駅で停車するため、ゆっくりとしたペースで走っていた。
有楽町線各駅にホームドアが設置されたものの、この時点では大開口形やロープ式などのホームドアは開発段階であったことから、2011年10月以降運行を中止し、現在は事実上運行終了した。
上り「ベイリゾート90号」
土休日の朝に運転される「メトロさがみ80号」の行き先を新木場に変更。
下り「ベイリゾート91号」
土休日の夜間に運転される「メトロホームウェイ43号」の始発駅を新木場に変更。
運転日（2009年度の場合）
- 1月2日
- 4月 - 2月の各月第2・第4土曜日
- 5月3日 - 5日
- 8月・12月の毎土曜日

停車駅
- 小田急線内：本厚木、町田、新百合ヶ丘、成城学園前（乗車、下車とも可）
- 東京メトロ線内：表参道、豊洲（両途中駅とも上り新木場行き列車からは下車のみ、下り本厚木行き列車へは乗車のみ可）、新木場

この他、代々木上原と霞ケ関で運転停車が行われる。どちらの駅でも乗降はできない。
走行路線（上り：新木場行きの場合）
- 本厚木→代々木上原：小田急小田原線
- 代々木上原→霞ケ関：東京メトロ千代田線
- 霞ケ関→桜田門：連絡線（ここから進行方向が逆になる）
- 桜田門→新木場：東京メトロ有楽町線

下り本厚木行きの場合、霞ケ関駅にて北千住方面ホームに一度停車し（乗降不可）、再び発車後霞ケ関駅の先まで進み方向転換をし、再び霞ケ関駅代々木上原方面ホームに停車（乗降不可）。その後連絡線を通り代々木上原方面に入る。

## 車両
「」付きの愛称がある車両については、特急専用車両として使用されている、または使用されたものである。

### 現用車両
- 30000形「EXE」「EXEα」
- 60000形「MSE」
- 70000形「GSE」

2022年時点での車両運行は以下の通り。
- 「スーパーはこね」：展望席付き車両 (GSE) およびEXE・EXEαで運行される。
- 「はこね」「さがみ」：現用車両の全てで運行される。また新宿 - 相模大野間を「えのしま」と併結して走る「はこね」はEXE・EXEαで運行される。
- 「メトロはこね」：地下鉄直通対応車のMSEでのみ運行される。

ただし、車両点検等により他形式での運行になる場合もある。展望席付き車両 (GSE) については運行車両が公表される。

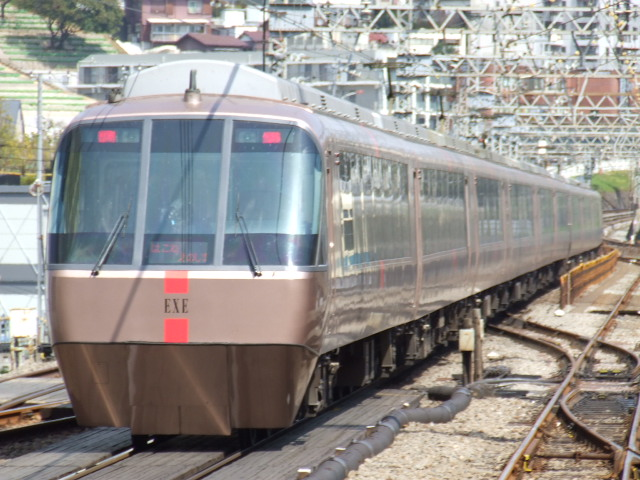
30000形「EXE」（2007年3月28日 新百合ヶ丘駅）
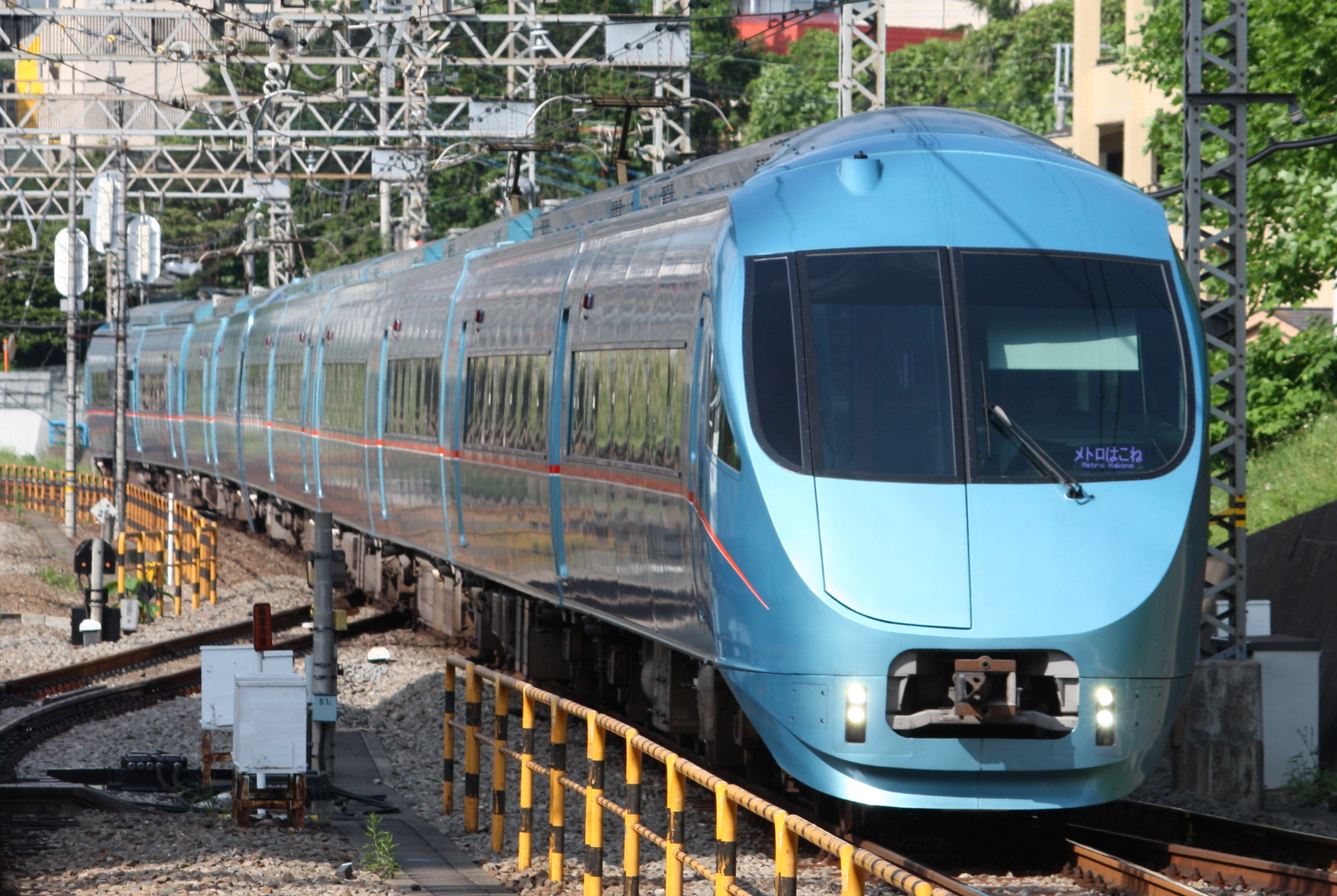
60000形「MSE」（2008年6月1日 新百合ヶ丘駅）
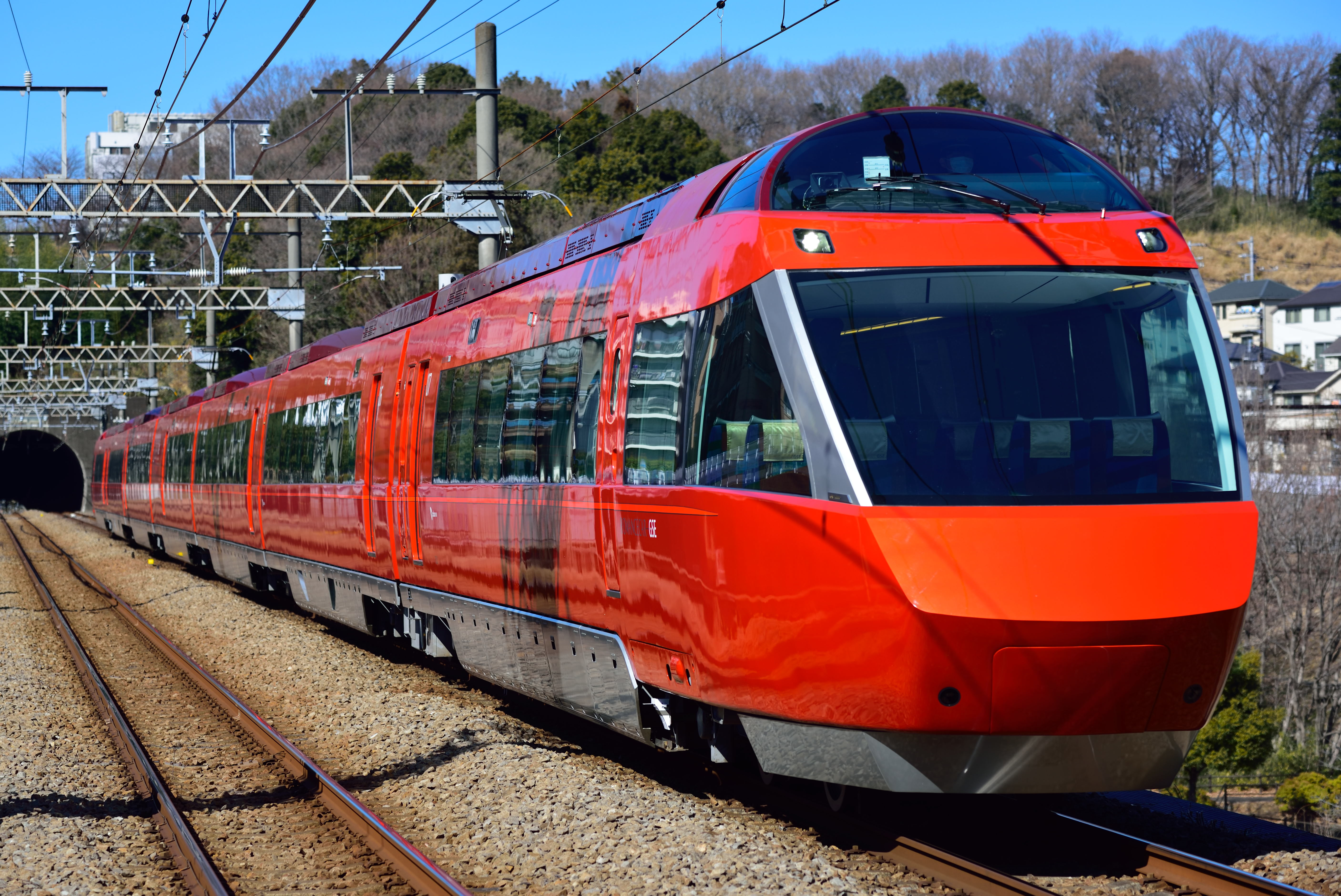
70000形「GSE」（2018年2月8日 はるひ野駅）

### 過去の車両
- 50000形「VSE」
- 1600形
- 1910形
- 1700形
- 2300形
- 2320形
- 3000形「SE」「SSE」
- 3100形「NSE」
- 10000形「HiSE」
- 20000形「RSE」…「あさぎり」を中心とした運用が組まれていたため、「はこね」での運用は土曜・休日のみであった。
- 7000形「LSE」
- 8000形…NSE修繕入場中にLSEの小田原～箱根板橋間脱線事故が重なって特急車両が不足し、1987年1月24日・25日に「さがみ」に代走使用された。ただし文献に記載があるのは理由がSSEの踏切事故とされ、編成が写真に残されているものと一致しないなど、情報の正確性に疑問が残る。

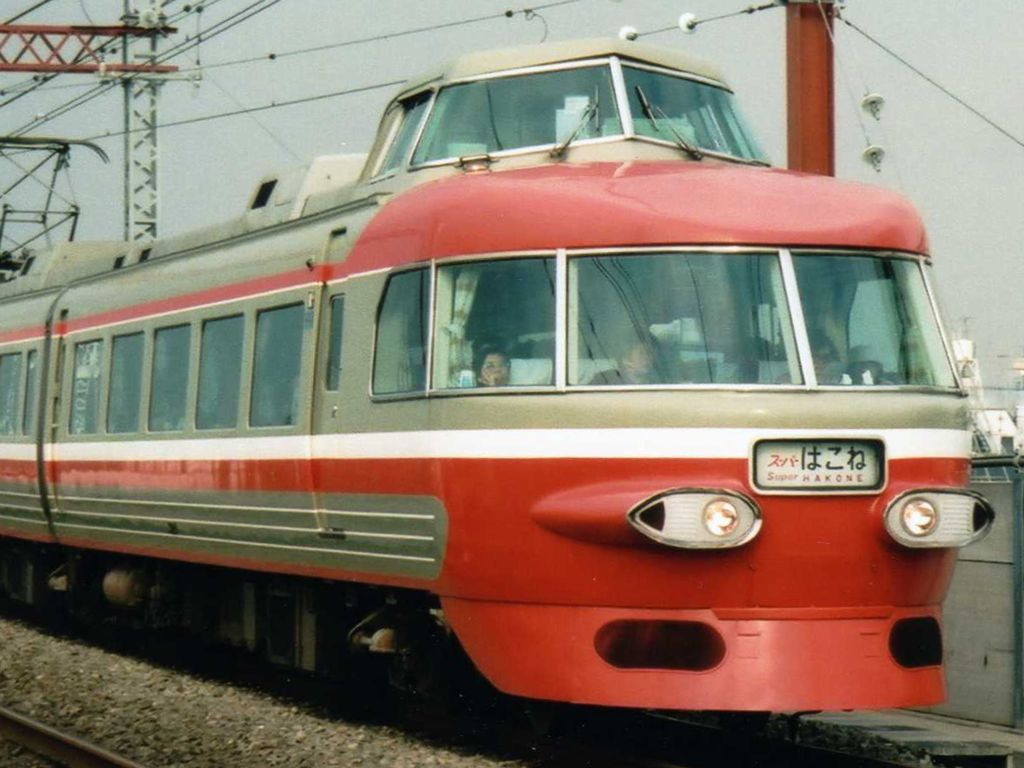
3100形「NSE」 （1996年10月12日 和泉多摩川 - 登戸）
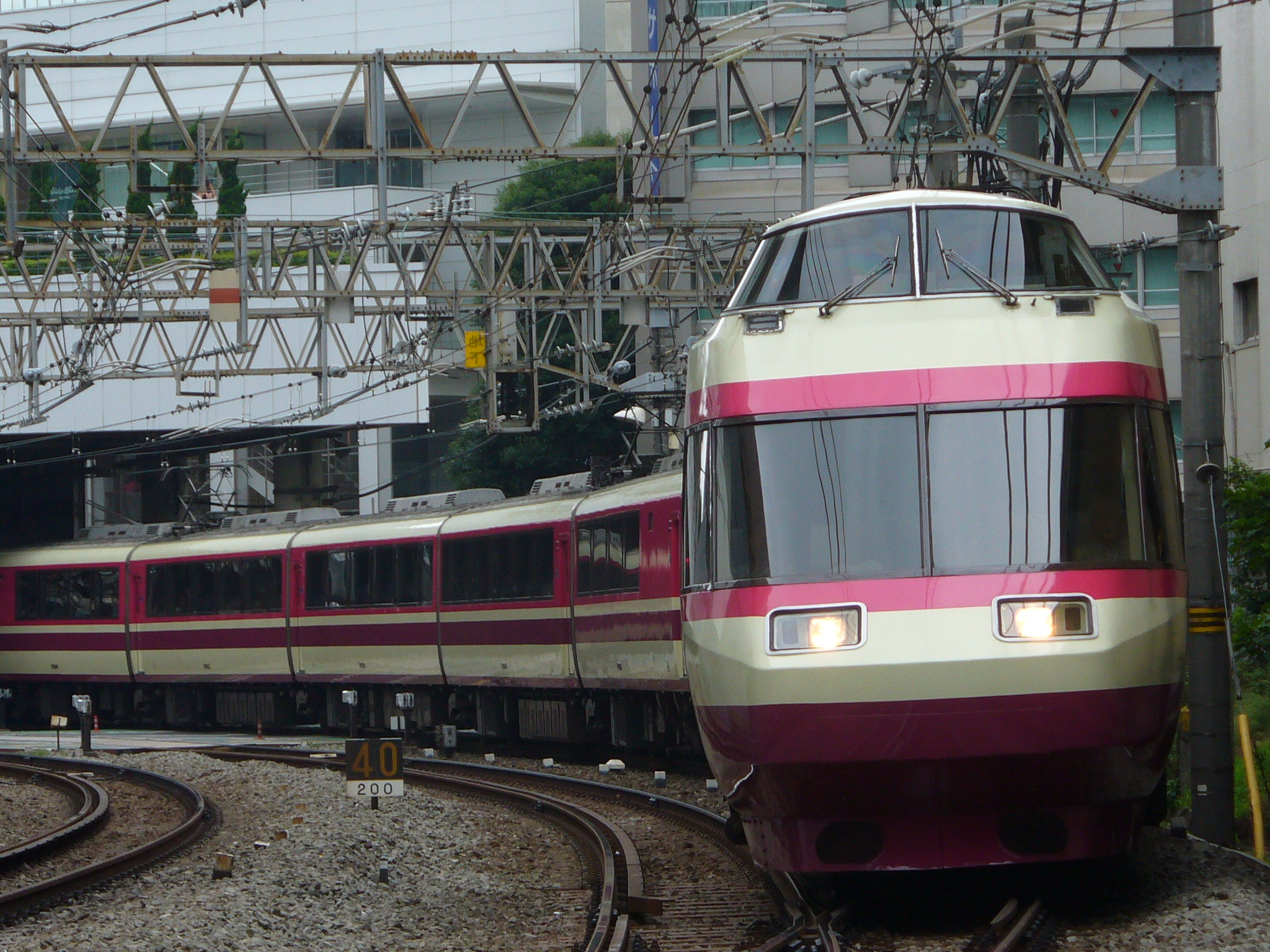
10000形「HiSE」 （2007年6月30日 新宿 - 南新宿）
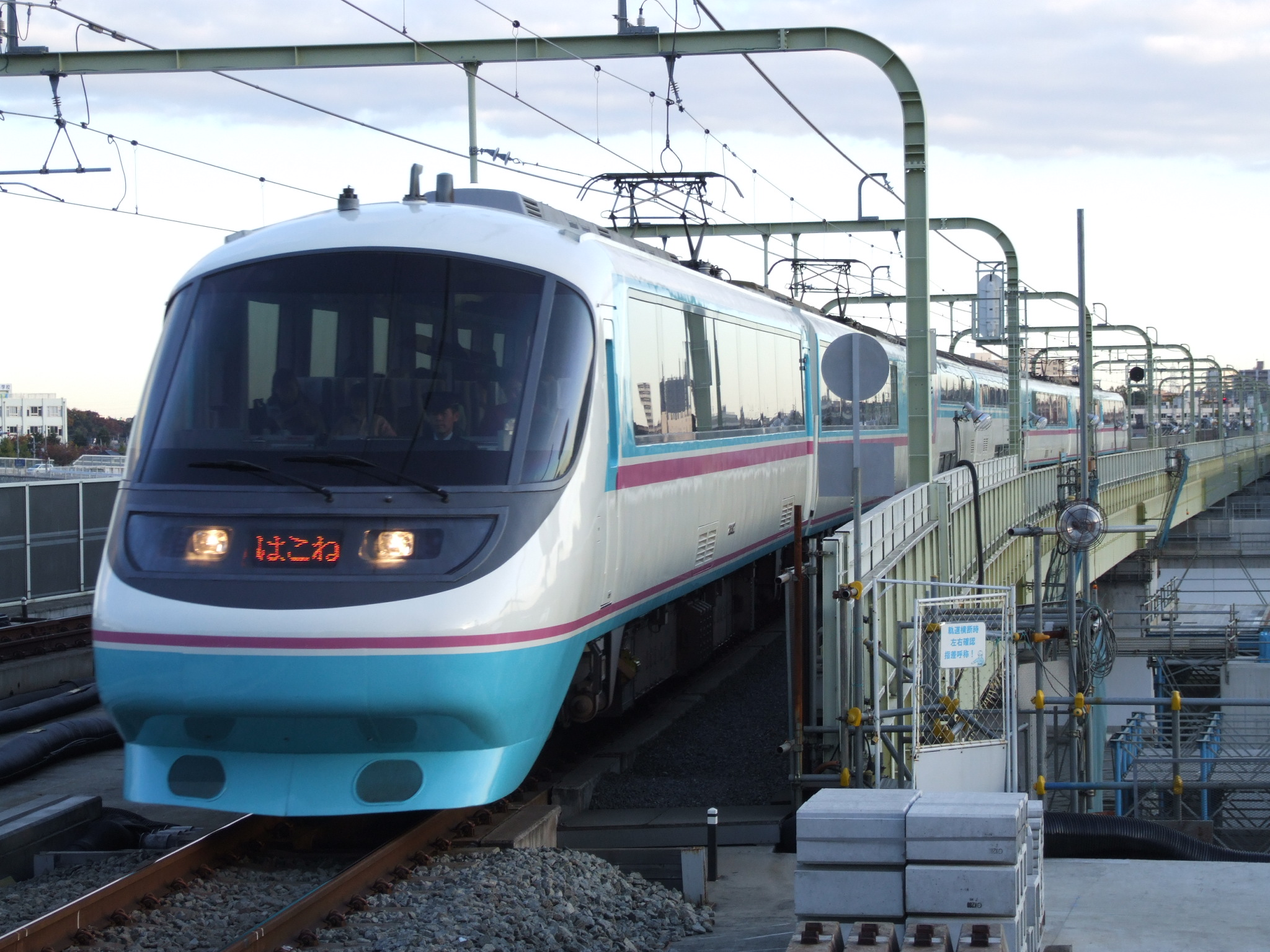
20000形「RSE」 （2007年11月23日 登戸駅）
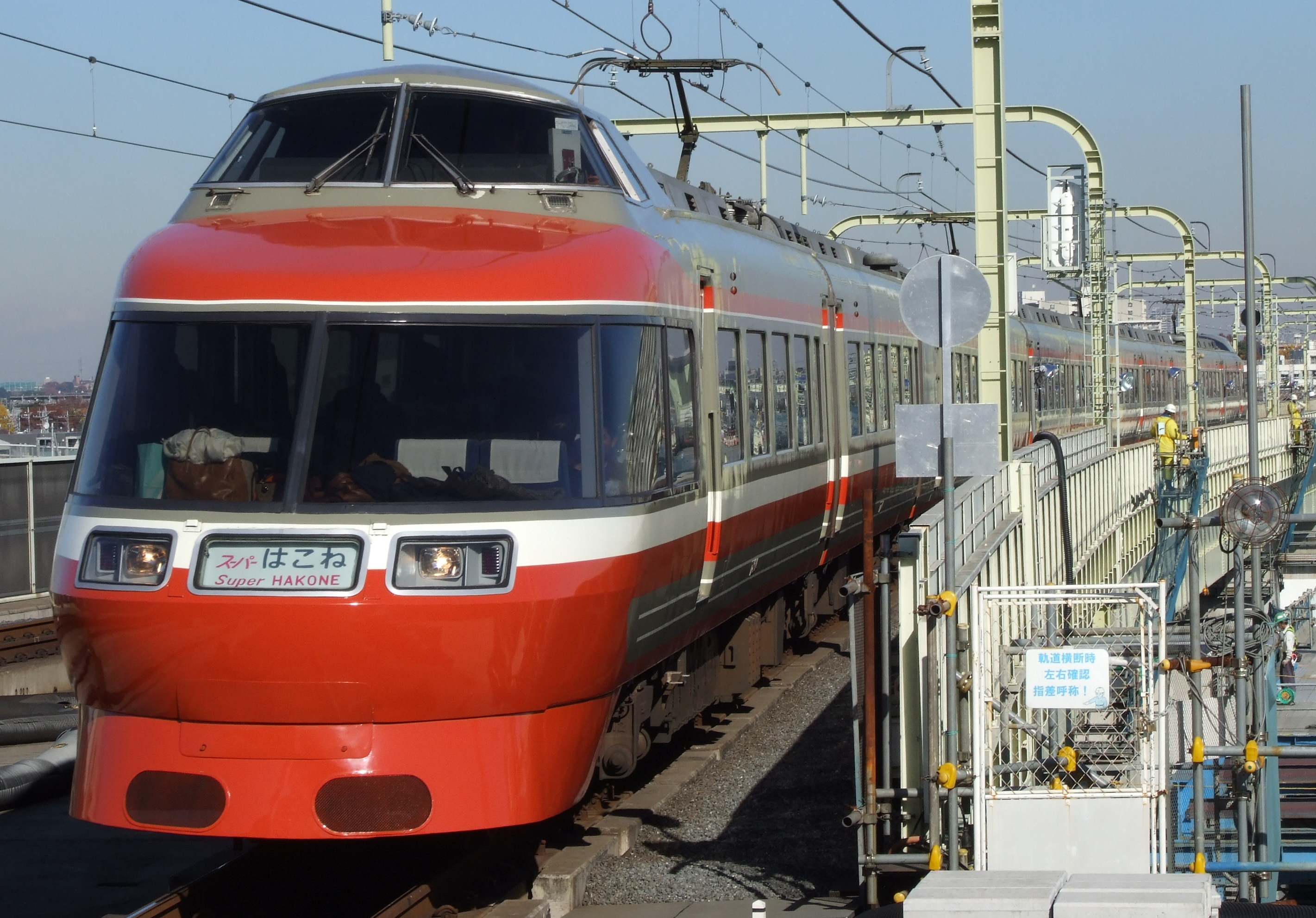
7000形「LSE」 （2007年12月5日 登戸駅）

## 沿革
- 1935年（昭和10年） - 新宿 - 小田原間で「週末温泉特急」が運行開始される。所要時間は90分。
  - 基本的には無停車・座席指定制とされ、土曜の午後に新宿を発車する形で運行。
- 1942年（昭和17年） - 太平洋戦争の戦時体制強化によって「週末温泉特急」が運行休止し、会社は東京急行電鉄（大東急）に合同。
- 1948年（昭和23年） - 東急から分離。また同年座席定員制の特別急行券を徴収する列車として、新宿 - 小田原間に特急を週末に限り運行開始。
  - 運行当初は専用車両ではなく戦災復興車両として整備された通勤形車両である1600形により運行される。
- 1949年（昭和24年） - 特急に専用車両1910形が就役。いわゆる「ロマンスカー」のはしりとされる。また、同車投入時より「走る喫茶室」サービスを開始する。
- 1950年（昭和25年） - 箱根湯本乗り入れに伴い特急列車を毎日運行に変更。
  - 同時に列車愛称として「あしがら」「明神」「はこね」「乙女」が与えられた。これらは箱根の地名に由来するものである。以後も列車が増発される度に愛称を増やしていったが、「すべての列車名を変える方針」が当時はあり、相模国や箱根に関する名前が数多く小田急特急の愛称となる。

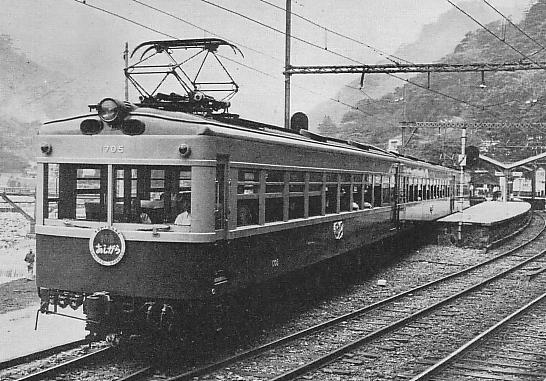
1700形「あしがら」（1953年頃）

- 1951年（昭和26年） - 専用車両として1700形が就役。また、特急に座席指定席制を採用。
- 1953年（昭和28年） - 多客時に専用車両による特急列車の補完として自由定員制の「サービス急行」を運行開始。休前日運転とし、新宿駅 - 小田原駅間無停車で運行。
- 1955年（昭和30年） - 2300形就役。
- 1957年（昭和32年） - 特急専用車両として3000形「SE」が就役。
- 1959年（昭和34年） - 自由定員制の「サービス急行」の名称を準特急に変更。2300形・2320形が充当される。
- 1963年（昭和38年） - 3100形「NSE」就役。これにより特急は30分ヘッドの運行が可能になり、準特急の運行が廃止される。また、列車愛称を「あしがら」「あしのこ」「きんとき」「はこね」「おとめ」に整理。出発順に「第n『愛称名』」の形式で運行。
  - すでに記したように、それまでは列車ごとに愛称を設定。その結果、この時の愛称整理が行われる前は特急だけでも「あしのこ」「明星」「あしがら」「さがみ」「大観」「仙石」「はつはな」「湯坂」「明神」「はこね」「乙女」「神山」「姥子」「金時」「早雲」「夕月」、さらにその補完列車（準特急）に「須雲」「桔梗」「もみじ」「きく」「高原」（1960年〈昭和35年〉3月改正時・当時特急は16往復）といった多種多様の愛称が付けられることとなる。
- 1966年（昭和41年） - 中間停車駅を有する「さがみ」の運行を開始。停車駅は向ヶ丘遊園と新松田のみ。また、従来の新宿 - 小田原間無停車列車に「はこね」の名称を専属で与える。「あしがら」「あしのこ」「きんとき」「おとめ」の愛称消滅。
- 1967年（昭和42年） - 「さがみ」と並んで中間停車駅を有する特急として「あしがら」の運行を開始し、愛称が1年ぶりに復活した。停車駅は新原町田（現：町田）のみ。なお、運行当初は朝上り・夕方下り合わせて5本であったことから、これを「通勤特急」格とする。
- 1968年（昭和43年） - 「さがみ」が本厚木駅に停車開始。
  - これ以降、「はこね」と「さがみ」「あしがら」の名称と停車駅との変更は1990年代に入るまでなく「箱根特急」の色彩が強い「はこね」と区間特急として運行される「さがみ」「あしがら」とに分かれる。また、主に午後に発車する新宿 - 箱根湯本間列車について平日は町田停車の「あしがら」、休前日と休日は町田通過の「はこね」として同じ時刻で曜日ごとに異なる列車名で運行。
- 1980年（昭和55年） - 7000形「LSE」就役。
- 1987年（昭和62年） - 10000形「HiSE」就役。
- 1991年（平成3年） - 「はこね」に20000形「RSE」が就役。この車両には東海旅客鉄道（JR東海）との共同運行となった「あさぎり」に使用する関係でJRのグリーン車に相当する「スーパーシート」を設定。小田急線内でも料金を設定して使用したため、初めて2クラス制を採用する。
- 1995年（平成7年）3月4日 - 「あしがら」の一部列車が本厚木駅に停車するようになる。
- 1996年（平成8年）3月23日 - 30000形「EXE」就役[6]。「はこね」のほとんどの列車が町田駅に停車するようになったため町田駅を通過する「はこね」を「スーパーはこね」に改称[6]。新宿 - 町田間で「あしがら」又は「はこね」と「えのしま」との併結運転を開始する。また「あしがら」は全列車が本厚木駅停車となり[6]、秦野駅発着列車を設けたことから朝夕の一部の列車が停車するようになる。
- 1998年（平成10年）8月22日 - 「えのしま」と併結運転の「あしがら」又は「はこね」の停車駅及び分割・併合を従来の町田駅から相模大野駅に変更[7]。

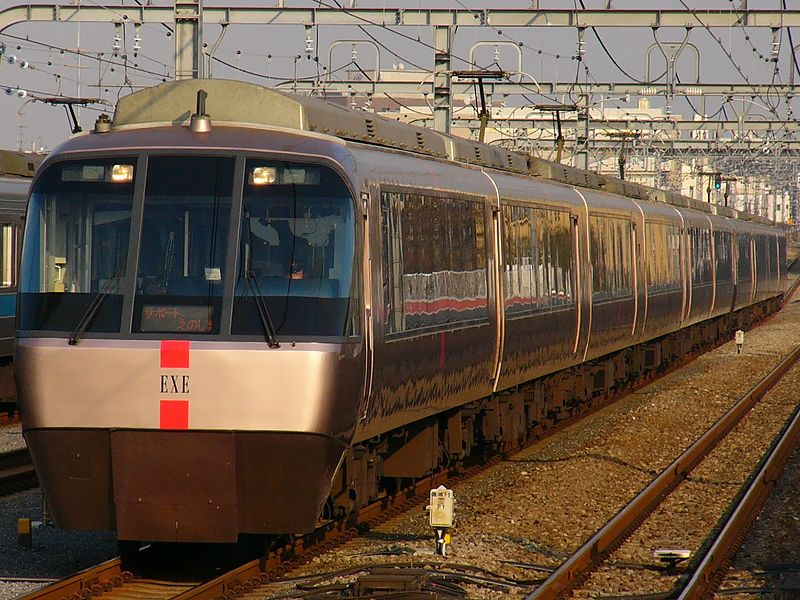
1999年から2004年まで運行されていた「サポート・えのしま」（2004年11月23日 祖師ヶ谷大蔵駅）

- 1999年（平成11年） 従来の「さがみ」「あしがら」に代わり「サポート」の名称を採用。また、新宿駅を18時以降に出発する下り特急列車の愛称を運転系統に関係なく「ホームウェイ」とする。
  - このうち、「サポート」は社内、「ホームウェイ」は一般、それぞれの公募によって決定。
- 2002年（平成14年） - 「サポート」の一部（相模大野停車のすべて）が新百合ヶ丘駅に停車するようになる。
- 2004年（平成16年） - 列車名の名称を停車駅基準から行き先別とする。「サポート」が廃止、「さがみ」が復活。
  - 「スーパーはこね」：新宿 - 箱根湯本発着列車のうち小田原のみ停車する列車（変更なし）。
  - 「はこね」：新宿・小田原両駅以外にも停車する箱根湯本発着列車。
  - 「さがみ」：小田原線内完結列車。
- 2005年（平成17年） - 50000形「VSE」就役。
- 2008年（平成20年） - 60000形「MSE」就役。「メトロはこね」「メトロさがみ」「ベイリゾート」運行開始。
- 2011年（平成23年） - 「ベイリゾート」運行休止。
- 2012年（平成24年）3月16日 - 10000形「HiSE」、20000形「RSE」退役。これに伴いスーパーシートの設定が廃止される。
  - 60000形「MSE」での「はこね」「さがみ」の定期運用開始。
  - 「メトロはこね」を平日にも1往復を設定、毎日運行とし全列車が成城学園前駅に停車開始。
- 2016年（平成28年）3月26日 - 「はこね」・「さがみ」の一部が海老名駅、「はこね」の一部が伊勢原駅に停車開始。
- 2018年（平成30年）3月17日 - 70000系「GSE」就役。向ヶ丘遊園駅と新松田駅への停車をとりやめ、新宿駅に9時30分以前に到着する上り「さがみ」「メトロさがみ」を、それぞれ「モーニングウェイ」「メトロモーニングウェイ」に改称[8]。
- 2021年（令和3年）3月12日 - この日をもって特急ロマンスカーでの車内販売サービスが終了[9]。
- 2022年（令和4年）3月11日 - この日をもって50000形「VSE」使用終了。